# Grophus
Ett grophus är en enkel husform, oftast en ganska liten byggnad, ofta funnen vid utgrävning av forntida boplatser i Sverige. Golvet i byggnaden är sänkt under marknivån, därav namnet.
Under senare forntiden är grophuset antagligen mest använt för extrabyggnader som speciella förvaringslokaler eller verkstäder.
Grophuset sparade byggnadsmaterial, eftersom en stor del av väggarna består av sådant man kunde hitta på platsen – dvs själva jorden. En nackdel med grophuset är att mark som annars kan användas för odling eller bete måste tas i anspråk. Efter järnåldern blev det normala byggnadsskicket på landsbygden att byggnader placerades på mark som inte gick att odla, exempelvis på hällmark eller mycket stenig mark.

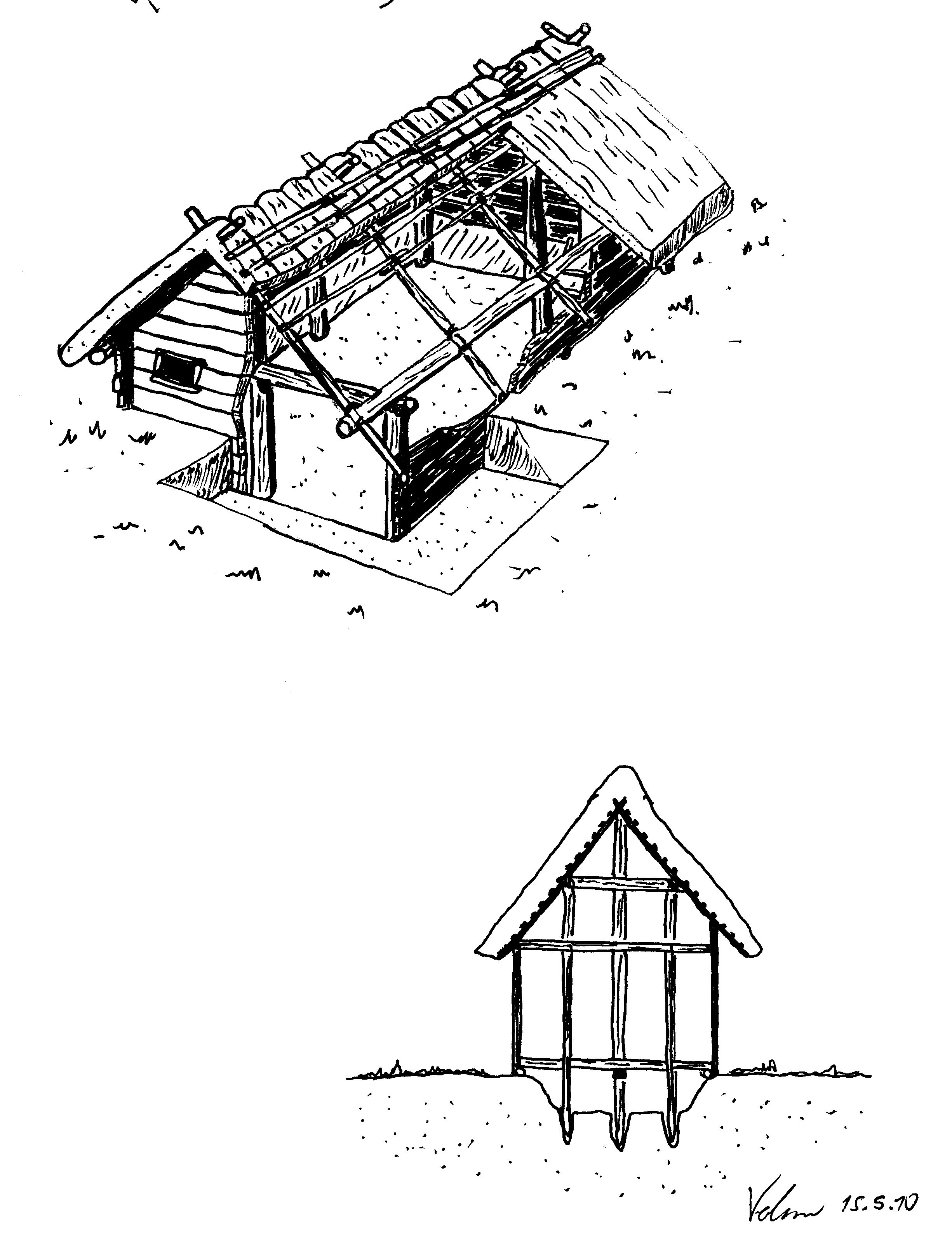
Rosstal (D) och Sussex (GB)

| Grophus rekonstruerat i Gene fornby, Örnsköldsvik. Till vänster husets utsida med öppen dörr, till höger linvävstolen med vävtyngder. Under utgrävningen av boplatsen i Gene hittades i en grophuslämning ett flertal typiska vävtyngder av lera, varför just denna byggnads syfte står bortom tvivel. Det som vävdes i byggnaden var antagligen linväv, som mår bra av fukt (till skillnad från exempelvis ylleväv). Från samma gård finns avtryck i byggnadernas lerklining av kypertväv som använts i kläder, varför rekonstruktionen i Gene kan sägas vara både detaljerad och så korrekt som man rimligen kan önska. |  | Grophus rekonstruerat i Gene fornby, Örnsköldsvik. Till vänster husets utsida med öppen dörr, till höger linvävstolen med vävtyngder. Under utgrävningen av boplatsen i Gene hittades i en grophuslämning ett flertal typiska vävtyngder av lera, varför just denna byggnads syfte står bortom tvivel. Det som vävdes i byggnaden var antagligen linväv, som mår bra av fukt (till skillnad från exempelvis ylleväv). Från samma gård finns avtryck i byggnadernas lerklining av kypertväv som använts i kläder, varför rekonstruktionen i Gene kan sägas vara både detaljerad och så korrekt som man rimligen kan önska. |
| Grophus rekonstruerat i Gene fornby, Örnsköldsvik. Till vänster husets utsida med öppen dörr, till höger linvävstolen med vävtyngder. Under utgrävningen av boplatsen i Gene hittades i en grophuslämning ett flertal typiska vävtyngder av lera, varför just denna byggnads syfte står bortom tvivel. Det som vävdes i byggnaden var antagligen linväv, som mår bra av fukt (till skillnad från exempelvis ylleväv). Från samma gård finns avtryck i byggnadernas lerklining av kypertväv som använts i kläder, varför rekonstruktionen i Gene kan sägas vara både detaljerad och så korrekt som man rimligen kan önska. |  | |